# Bataliony zmechanizowane
Batalion zmechanizowany (bz) – pododdział wojsk lądowych; jest podstawowym modułem na bazie którego tworzone są ogólnowojskowe elementy ugrupowania bojowego.

## Batalion zmechanizowany SZ RP

### Struktura i wyposażenie w 2017
- dowództwo batalionu[1][a]
- grupa dowódcy batalionu
  - pion ochrony informacji niejawnych
  - pomocnik ds. podoficerów
  - sekcja wychowawcza
  - referent ds. finansowych
  - inspektor BHP
- sztab batalionu
  - sekcja S–1
  - sekcja S–2
  - sekcja S–3
  - sekcja S–4
  - sekcja wsparcia bojowego

pododdziały
- kompania dowodzenia[2]
  - pluton dowodzenia
  - pluton ochrony i regulacji ruchu
  - drużyna zabezpieczenia
  - pluton rozpoznawczy
  - drużyna strzelców wyborowych
  - drużyna zabezpieczenia
- cztery kompanie zmechanizowane[3]
  - dowódca i zastępca dowódcy kompanii
  - trzy plutony zmechanizowane
  - drużyna zabezpieczenia
  - grupa ewakuacyjna
- kompania wsparcia[4]
  - drużyna dowodzenia
  - drużyna zabezpieczenia
  - dwa plutony ogniowe
  - pluton przeciwpancerny
- kompania logistyczna[5]
  - załoga wozu dowodzenia
  - drużyna zabezpieczenia
  - pluton zaopatrzenia
  - pluton remontowy
- zespół zabezpieczenia medycznego[6]
  - cztery grupy ewakuacji medycznej

### Struktura i wyposażenie w 1999
- dowództwo batalionu[7][a]
  - dowódca batalionu
  - szef sztabu batalionu
- sztab batalionu 

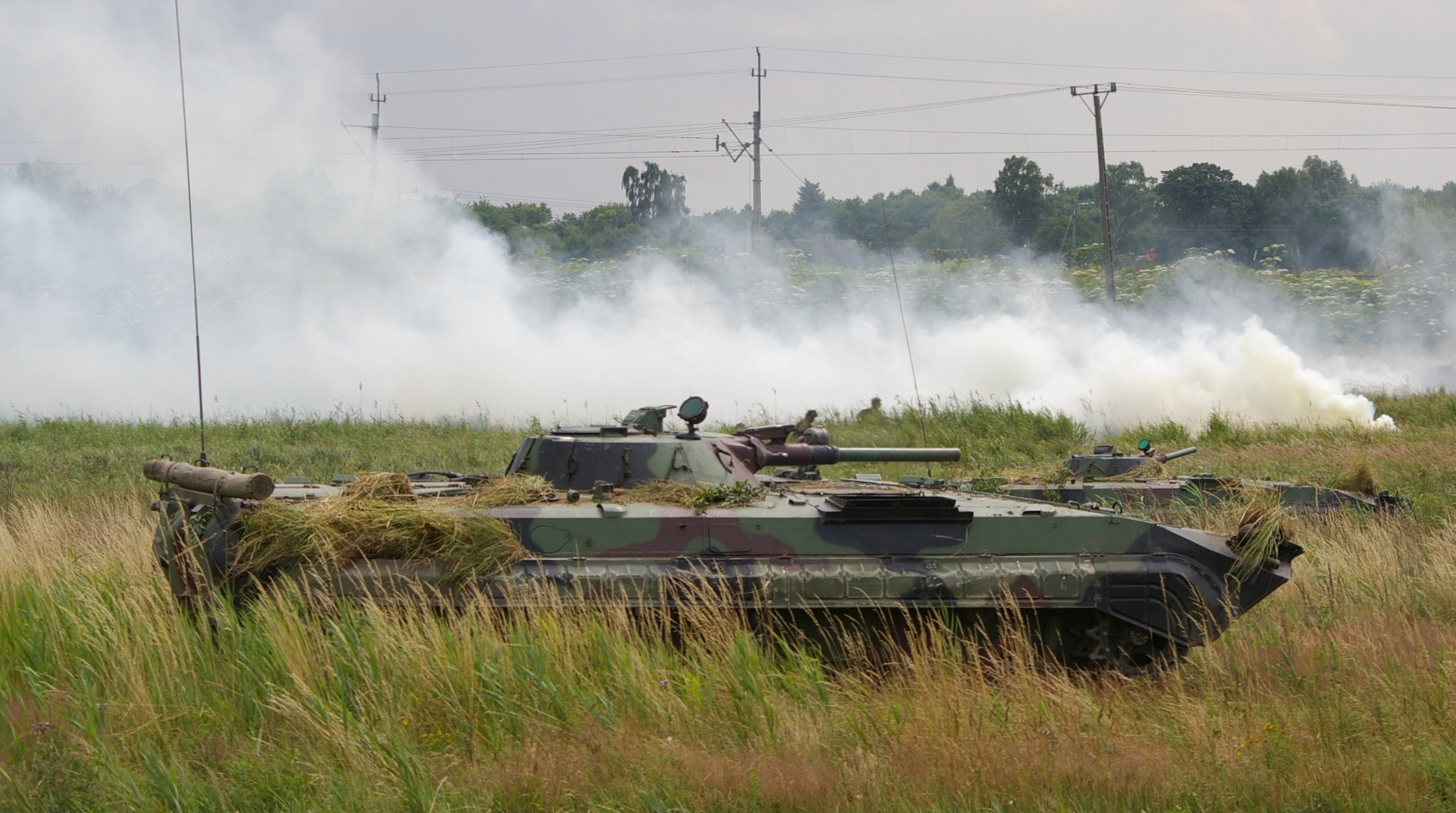
Bojowy wóz piechoty będący na wyposażeniu bz SZ RP w 2017

  - sekcja personalno-wychowawcza S–1[b]
  - sekcja rozpoznawcza S–2[c]
  - sekcja operacyjna S–3[d]
  - sekcja logistyczna S–4[e]
  - sekcja wsparcia dowodzenia i łączności S–6[f]
  - taktyczny zespół kontroli obszaru powietrznego[g]

pododdziały
- pluton łączności
  - drużyna radiotelefoniczna
  - drużyna kablowa
  - drużyna wozu dowodzenia
- trzy kompanie zmechanizowane
- kompania wsparcia
- kompania logistyczna

Batalion liczył 468 żołnierzy, w tym sztab batalionu 25 żołnierzy, a pluton łączności 20 żołnierzy.

### Struktura i wyposażenie w 1986
Batalion zmechanizowany wyposażony w bwp BMP-1(444)
- dowództwo (9)
- trzy kompanie zmechanizowane (110)[h]
  - trzy plutony zmechanizowane (33)
    - trzy drużyny zmechanizowane
- bateria moździerzy (56)				
  - dwa plutony ogniowe po 3 moździerze 120 mm
- pluton łączności (12)[i]
- pluton przeciwlotniczy (19)[j]
- pluton zaopatrzenia (10)[k]
- drużyna remontowa (4)[l]
- drużyna sanitarna (4)